# Goudargues
Goudargues es una población y comuna francesa, en la región de Languedoc-Rosellón, departamento de Gard, en el distrito de Nimes y cantón de Pont-Saint-Esprit.

## Demografía
| 653 | 645 | 612 | 680 | 788 | 945 |
| Para los censos de 1962 a 1999 la población legal corresponde a la población sin duplicidades (Fuente: INSEE [Consultar]) |     |     |     |     |     |